# Suivez votre cœur
Pour plus de détails, voir Fiche technique et Distribution.
Suivez votre cœur (Follow Your Heart) est un film américain en noir et blanc réalisé par Aubrey Scotto, sorti en 1936. 

## Synopsis
Une famille musicale excentrique est tenue en ordre par leur fille talentueuse aux ambitions modestes.

## Fiche technique
- Titre original : Follow Your Heart
- Titre français : Suivez votre cœur
- Titre belge : Suis ton cœur[1]
- Réalisation : Aubrey Scotto
- Scénario : Dana Burnet, Lester Cole, Olive Cooper, Dana Burnet, Samuel Ornitz, Nathanael West
- Photographie : Alan Jones, John J. Mescall
- Montage : Ernest J. Nims, Robert L. Simpson
- Musique : Hugo Riesenfeld
- Producteur : Leonard Fields, Nat Levine, Albert E. Levoy
- Société de production et de distribution : Republic Pictures
- Pays de production : États-Unis
- Langue : anglais
- Format : noir et blanc - image : 1,37:1 - pellicule : 35 mm - son : Mono  (RCA Victor High Fidelity Sound System)
- Genre : Comédie musicale
- Durée : 82 minutes
- Dates de sortie : 
  - États-Unis : 11 août 1936
  - France : 2 septembre 1938

## Distribution
- Marion Talley : Marian Forrester
- Michael Bartlett : Michael Williams
- Nigel Bruce : Henri Forrester
- Luis Alberni : Tony Masetti
- Henrietta Crosman : Madame Bovard
- Vivienne Osborne : Gloria Forrester
- Walter Catlett : Joe Sheldon
- Eunice Healey : danseur spécialisé
- Ben Blue : lui-même
- Mickey Rentschler : Tommy Forrester
- John Eldredge : Harrison Beecher
- Margaret Irving : Louise Masetti
- Si Jenks : M. Hawks
- Josephine Whittell : Mme Plunkett